# Regina Turdulorum
Regina Turdulorum war eine antike römische Stadt im Süden der heutigen autonomen Gemeinschaft Extremadura in Spanien. Es handelt sich um das moderne Casas de Reina in der Provinz Badajoz. Die Stadt lag in der römischen Provinz Baetica.

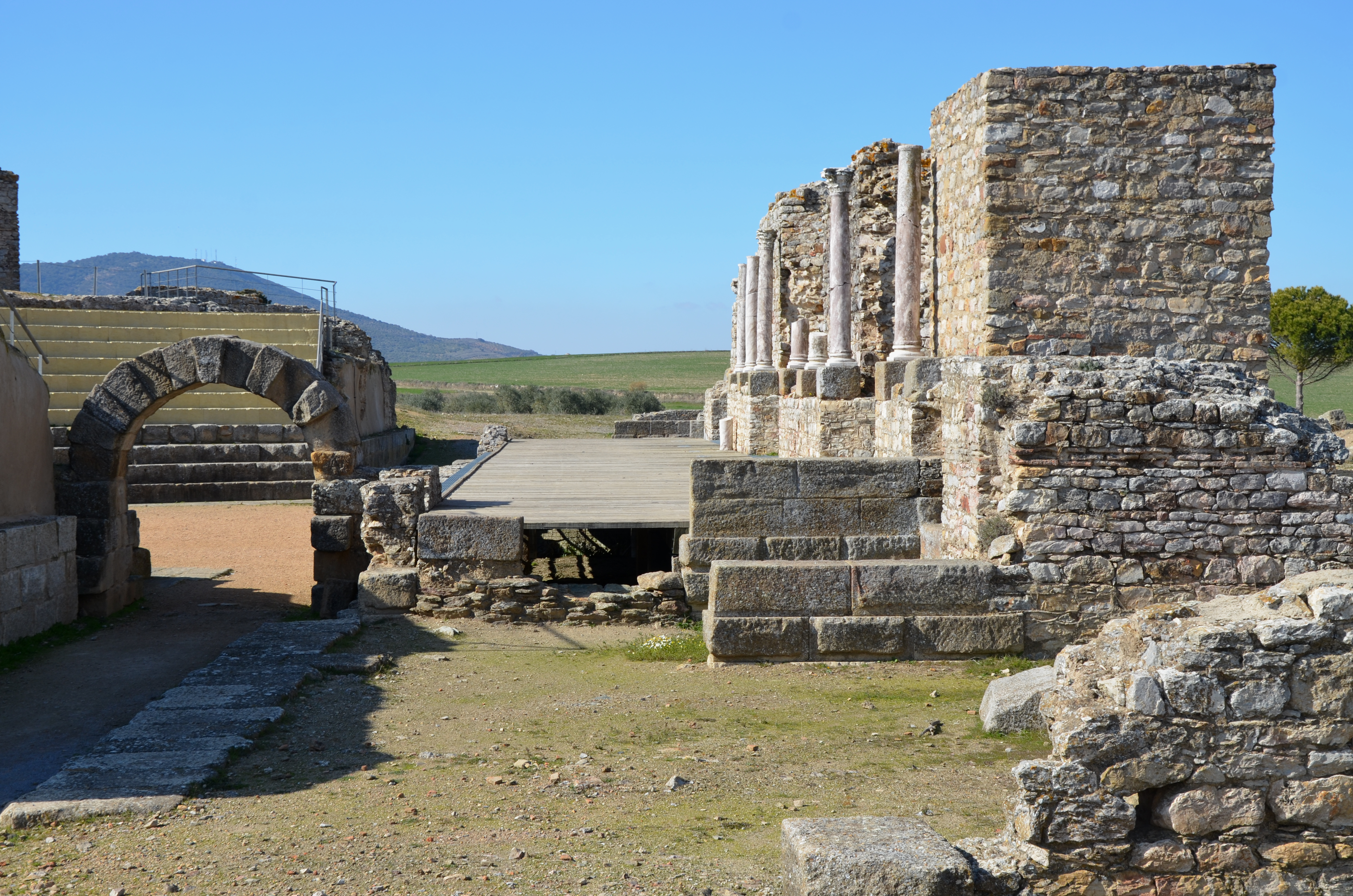
Ansicht der scaena des Theaters von Regina

Eine Vorgängersiedlung der kaiserzeitlichen Stadt befand sich auf dem nahegelegenen Cerro de las Nieves (Reina). Im 2. Viertel des 1. Jahrhunderts n. Chr. wurde eine neue Planstadt im Gebiet des modernen Ortes Casas de Reina angelegt. Diese erhielt – wohl in flavischer Zeit – das Municipalrecht, wie Inschriften belegen, welche von einer res publica reginensis sprechen. 
Das municipium wurde zwar großflächig angelegt, doch die Abwasserkanäle von Regina Turdulorum wurden außerhalb des Zentrums nie fertiggestellt. In der Spätantike wurde Regina zuerst zu einer mansio, bevor die Stadt aufgegeben wurde.

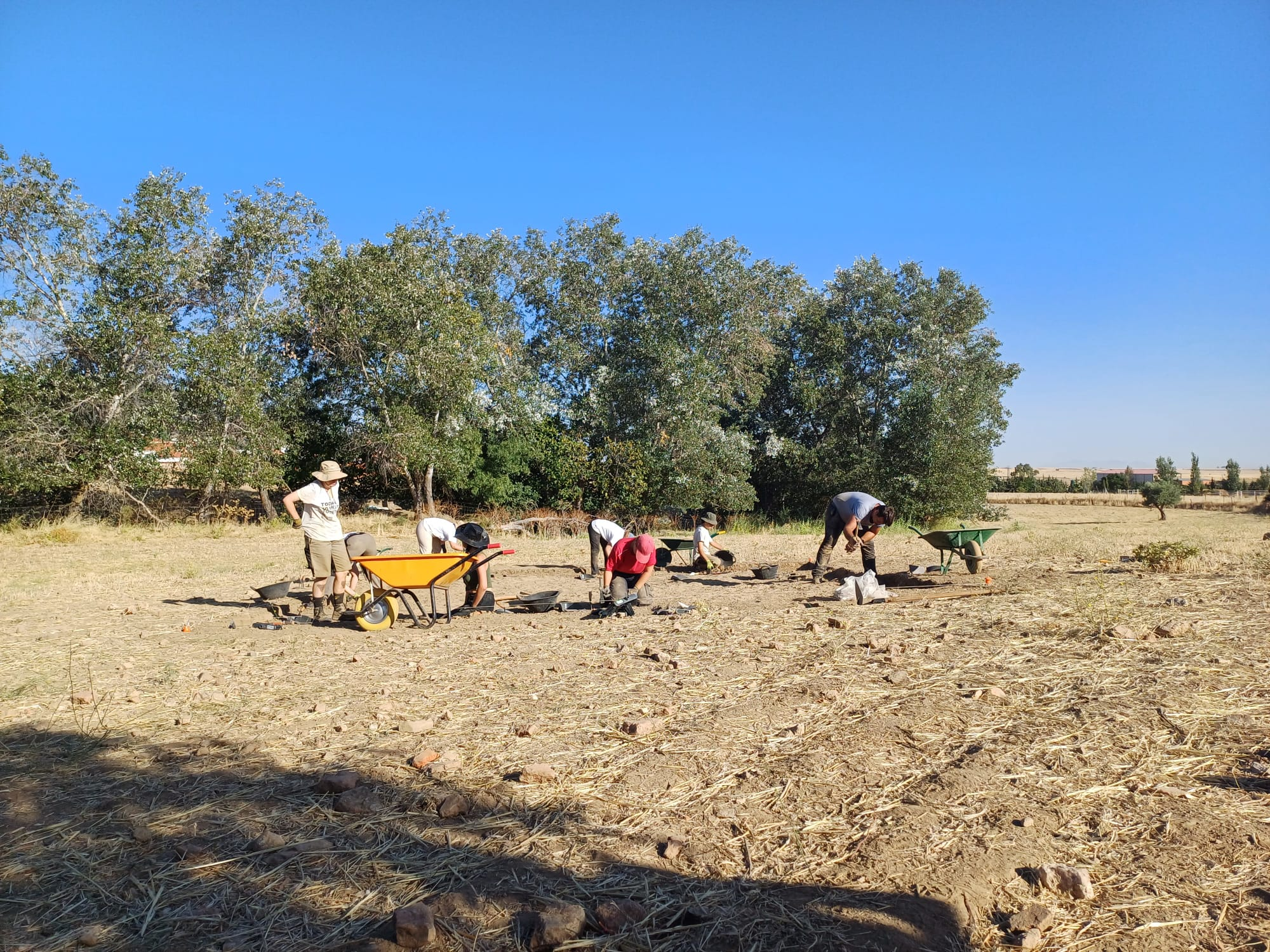
Archäologische Ausgrabung in Regina Turdulorum im August 2024

Heute befindet sich im Bereich des Stadtgebiets ein archäologischer Park, in dem Reste des Theaters und des Forumsareals sichtbar sind. Grabungen wurden in diesen Bereichen unter der Leitung von José Maria Álvarez Martinez in den 1980er und 1990er Jahren durchgeführt. Seit 2021 finden archäologische Prospektionen der Universität Wien und der Philipps-Universität Marburg unter der Leitung von Günther Schörner und Felix Teichner statt. Bei von 2022 bis 2024 durchgeführten Grabungen durch die Universität Wien wurde unter anderem ein Vorratsraum mit einer großen Anzahl spanischer Amphoren entdeckt.